# كأس الإمبراطور 2007
كأس الإمبراطور 2007 (باليابانية: 第87回天皇杯全日本サッカー選手権大会) هو الموسم 87 من كأس الإمبراطور. كان عدد الأندية المشاركة فيه 80، وفاز فيه كاشيما أنتلرز.